# Teinophalera elongata
Teinophalera elongata är en fjärilsart som beskrevs av Rothschild 1917. Teinophalera elongata ingår i släktet Teinophalera och familjen tandspinnare. Inga underarter finns listade i Catalogue of Life.